# Почта Таиланда

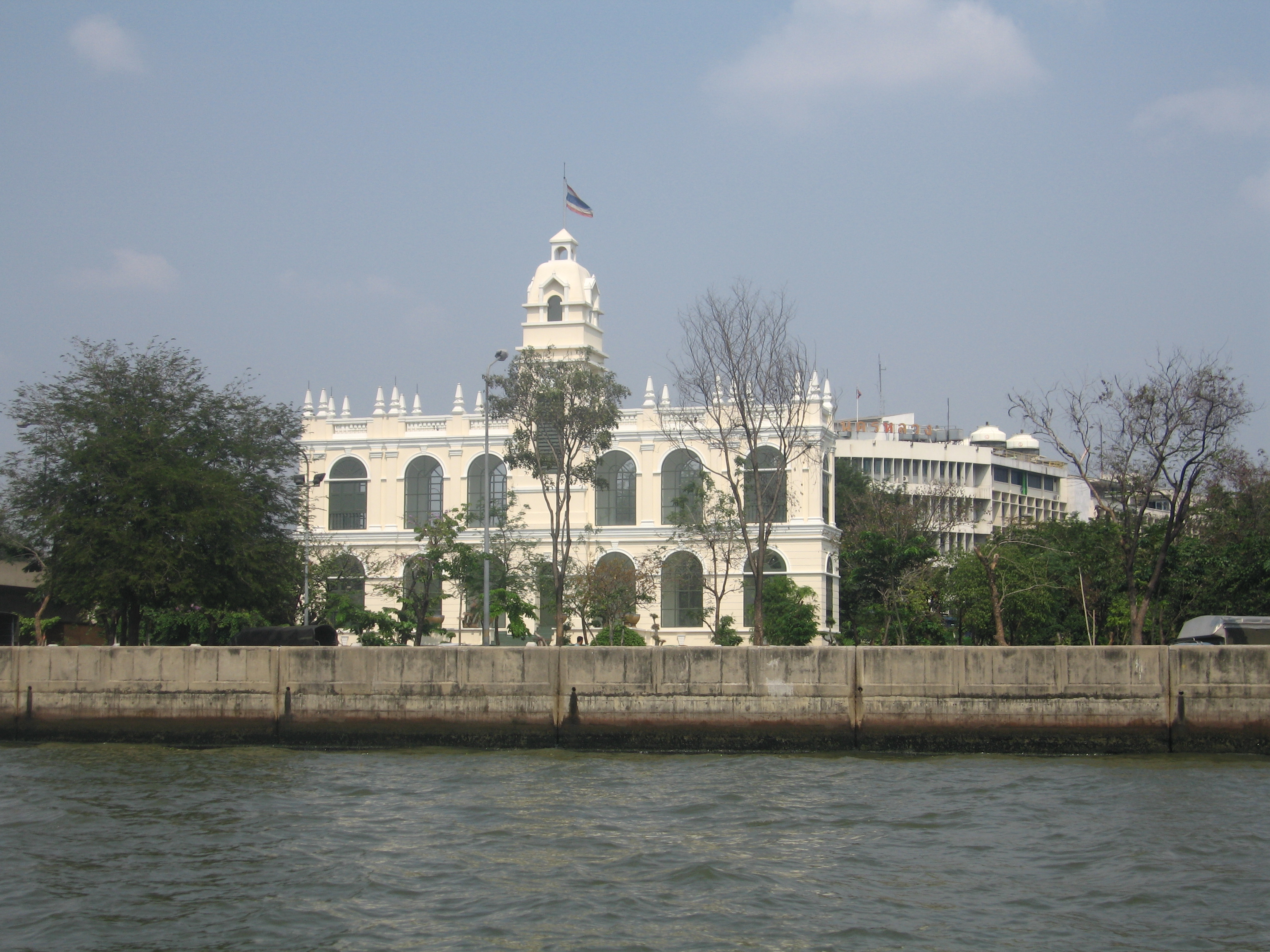
Здание почтового отделения (Praisaneeyakhan), Бангкок

Почта Таиланда (тайск. ไปรษณีย์ไทย) — государственное предприятие, предоставляющее услуги почтовой связи в Таиланде.
Основана в 1883 году как «почтовое отделение» королем Рамой V. Первое почтовое отделение размещалось в большом доме у реки Чао Прайя, на северной стороне канала Онг-Анг. В 1898 году после объединения телеграфного Департамента, его название было изменено на «Департамент почты и телеграфа». В 1977 году телеграфное подразделение было упразднено и его функции взяла на себя новая государственная компания «Орган связи Таиланда». В 2003 году правительство разделило предприятие на две компании: «Thailand Post» and «CAT Telecom». Одной из услуг современной Почты Таиланда служба Messenger. Служба доставляет почтовое отправление получателям за время до 4 часов. На почте действует система отслеживания и проверка доставки почты. Получив 13-значный номер почтового отправления можно на сайте почты узнать его статус.

## Финансы

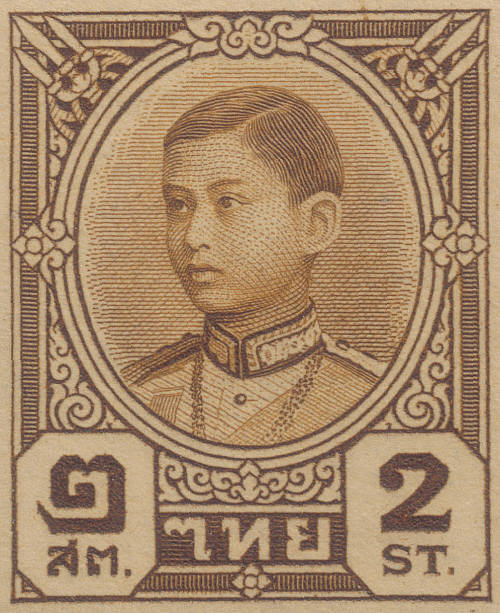
Тайская марка, 1941 год.

В 2016 году кампания «Почта Таиланда» сообщила о годовых доходах в 25 млрд бат, по сравнению с 22 млрд бат в 2015 году. На 2017 год планируется увеличение доходов до 26,9 млрд бат с чистой прибылью в размере 3,3 млрд бат. На предприятии по всей стране работают 24 000 человек.

## История
Первоначально почтовая служба с Таиланде контролировалась королевской семьей. Международная почта отправлялась пароходом в почтовые отделения близлежащих стран, таких как Стрейтс Сетлментс (колония Великобритании в Юго-Восточной Азии на полуострове Малакка (полуостров) Малакка).
Самое раннее упоминание о работы почты в Бангкоке восходит к 1836 году, когда американский миссионер Дэн Бич Брэдли отправил письмо отцу с Домарочным знаком почтовой оплаты. Британская консульская почта в Бангкоке была создана Великобританией в 1858 году в соответствии с договором Бауринга, подписанным между Великобританией и Сиамом (ныне Таиланд) 18 апреля 1855 года. Договор стал следствием возникшего спроса со стороны купцов и миссионеров на почтовые отправления. Британская консульская почта прекратила оказывать услуги 1 июля 1885 года, клгда Сиам присоединился к Всемирному почтовому Союзу. Это положило начало международной почтовой службе. После этого большая часть почты из Бангкока отправлялась дипломатической почтой в Сингапур для последующей пересылки. 4 августа 1883 года в Сиаме была выпущена первая почтовая марка.
До появления государственных почтовых марок в королевских дворцах в Бангкоке работала почтовая служба, которая выпускала местные марки. 4 августа 1883 года в Сиаме вышла первая серия почтовых марок «Солот». Серия состояла из марок шести единиц валюты до децимализации бата: соло, att, siao, sik, fueang и salueng. На всех марках изображен король Чулалонгкорн (Рама V).

## Галерея

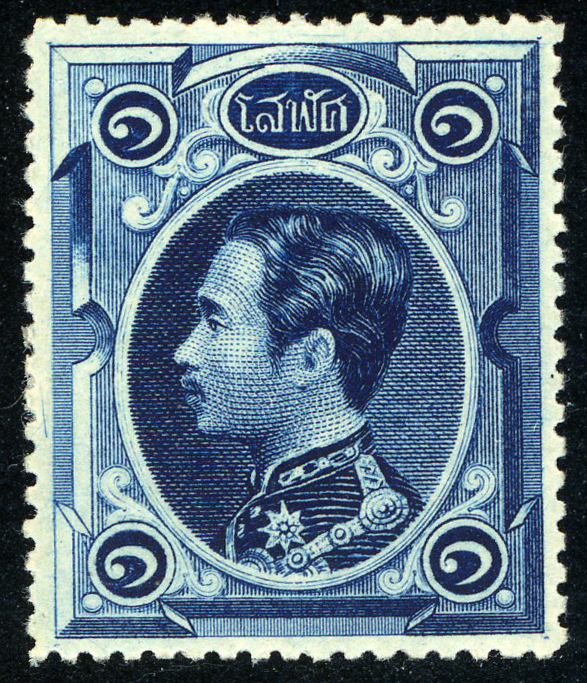
1 solot
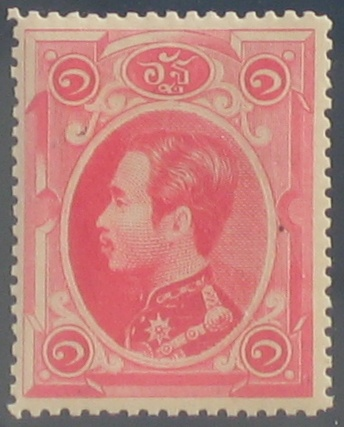
1 att
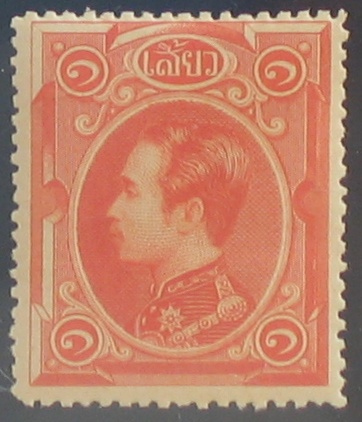
1 sio
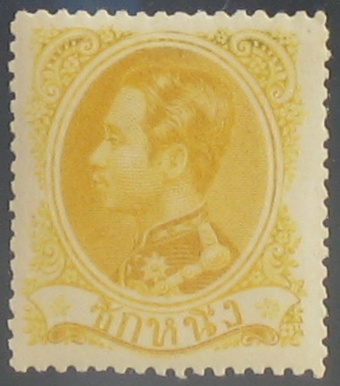
1 sik
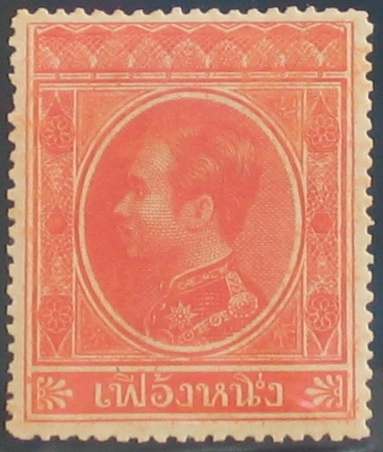
1 fueang
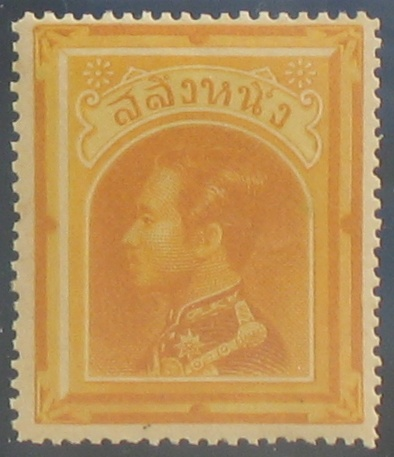
1 salueng